# Евтушенко, Иван Васильевич

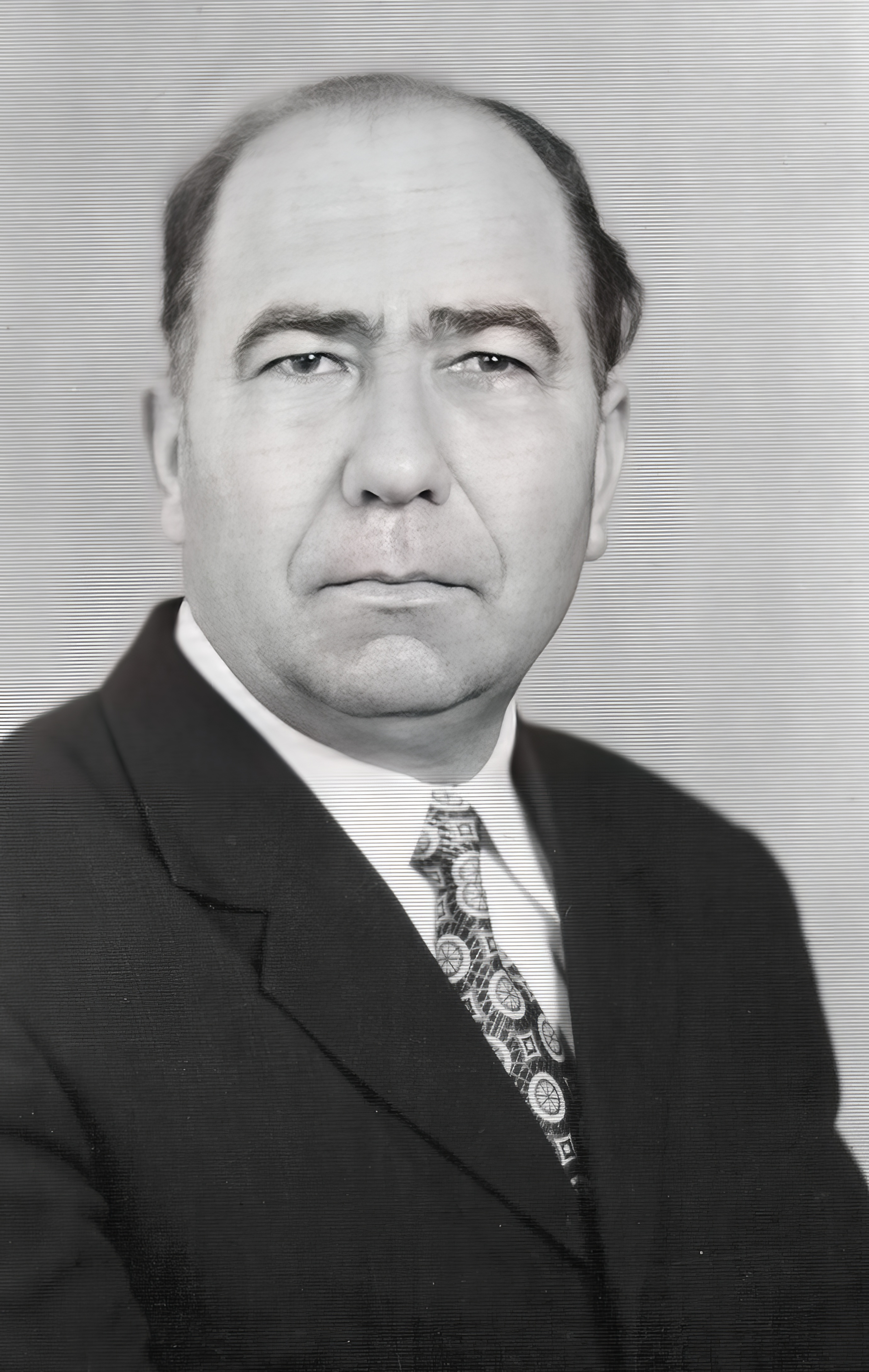
Евтушенко Иван Васильевич

Иван Васильевич Евтушенко (1927, теперь с. Новоивановка Хорольский район Полтавская область — 1987) — украинский советский деятель, машинист-инструктор локомотивного депо станции Купянск-Сортировочная Южной железной дороги Харьковской области. Депутат Верховного Совета СССР 8-10-го созывов.

## Биография
Родился в селе Новоивановка Хорольский район, Полтавская область. Образование среднее специальное. В 1948 году закончил Кременчугский техникум железнодорожного транспорта Полтавской области.
В 1948—1967 годах — кочегар, помощник машиниста, машинист паровоза, старший дежурный по депо, заместитель начальника паровозного депо по эксплуатации, машинист тепловоза станции Купянск-Сортировочная Южной железной дороги.
Член КПСС с 1955 года. Избирался секретарем партийной организации цеха, был секретарем партийного комитета депо Купянск-Сортировочная Харьковской области. Окончил курсы водителей тепловозов и курсы водителей электровозов.
С 1967 года — машинист-инструктор электровоза локомотивного депо станции Купянск-Сортировочная имени XXV съезда КПСС Южной железной дороги Харьковской области.

## Награды
- орден Октябрьской Революции
- орден Трудового Красного Знамени
- медали
- почетный железнодорожник